# ジャンシス・ロビンソン
ジャンシス・メアリー・ロビンソン（Jancis Mary Robinson, OBE, MW, 1950年4月22日 - ）は、イギリス・カンブリア出身のワイン評論家、ジャーナリスト。

## 経歴
1950年にノース・ウェスト・イングランドのカンブリアに生まれた。1961年から1968年にはカーライル・アンド・カントリー女子高校で学び、同校OGで小説家のマーガレット・フォースターと同じく女子風紀委員長を務めた。その後、1968年から1971年にはオックスフォード大学セント・アンズ・カレッジで数学と哲学を学び、卒業後の1975年にワイン&スピリット誌の編集助手となった。
1989年にフィナンシャル・タイムズ紙のワイン特派員となり、同紙に週刊コラムを持っている。2010年には3度目の訪日を行い、山梨県甲府市と東京都で甲州ワインに関する講演会を行った。英国放送協会(BBC)ラジオ4のSheila Dillonが司会を務める食関連番組で、ワインに関連するコーナーでコメンテーターを務めている。オックスフォード・ブルックス大学食科学部門の支援者であり、オックスフォード・ガストロノミカ（飲食文化研究センター）で講義を担当している。Oxford Companion to Wine（1994年-, 第3版まで刊行）とWine Grapes: A Complete Guide to 1,368 Vine Varieties, including their Origins and Flavours（2012年）はワイン関連書籍の中でも特に画期的な名著とされている。

## 評価
USAトゥデイ紙は「ワイン界に信奉される女性」、プレイボーイ誌は「一番人気のワイン・ライター」と称賛している。1984年には女性として初めて、またワイン製造業社や販売業者以外で初めてマスター・オブ・ワイン(MW)の称号を与えられた。1997年にはオープン大学（1971年創設）の名誉博士号を授与された。2003年にはエリザベス2世から大英帝国勲章(OBE)を授けられ、英国王室のワインセラーのアドバイザーに就任した。自身のウェブサイトであるJancis Robinson.comを運営しており、2010年にLouis Roederer国際ワイン評論家賞最優秀ウェブサイト部門を受賞した。2010年にはフランス農林水産大臣から農業功労勲章の役員に任命され、2012年1月にはWine & Spirit Education Trust(WSET)の名誉学長に就任した。

## テイスティング
ロビンソンは20点満点でテイスティングを行っている。2013年10月時点の平均点は16.4点となっている。
- 20点 Truly exceptional
- 19点 A humdinger
- 18点 A cut above superior
- 17点 Superior
- 16点 Distinguished
- 15点 Average
- 14点 Deadly dull
- 13点 Borderline faulty or unbalanced
- 12点 Faulty or unbalanced

## 著書
1986年に著したVines, Grapes & Winesに対して、世界的権威を持つワインジャーナリストのヒュー・ジョンソンは「地球上に多数存在するワイン用葡萄の品種について著述した本の中で、初めて広く読まれた本である」と称賛している。1994年にはOxford Companion to Wine（オックスフォード版ワイン事典）の第1版を出版した。Oxford Companion to English Literture（オックスフォード版英国文学事典）は1932年に初版が出版された歴史ある事典であり、ワイン事典は英国文学事典以来となるOxford Companionシリーズ本である。1999年にはOxford Companion to Wineの第2版を、2004年には第3版を刊行している。2015年9月には第4版が刊行される予定である。2003年には世界的権威を持つワインジャーナリストのヒュー・ジョンソンとともに、The World Atlas of Wineの共著者となった。The World Atlas of Wineは1971年に第1版が出版され、14言語で計400万部の売上を記録しているワイン図鑑であり、今日の世界でもっとも重要なワイン関連出版物とされている。2003年に第5版を刊行し、2008年に第6版、2013年に第7版を刊行した。
- Vines, Grapes & Wines (1986)
- Oxford Companion to Wine, 1st edition (1994)
- Jancis Robinson's Guide to Wine Grapes (1996)
- Tasting Pleasure: Confessions of a Wine Lover (1997)
- Oxford Companion to Wine, 2nd edition (1999)
- Oxford Companion to the Wines of North America (2000)
- Jancis Robinson's Concise Wine Companion (2001)
- How to Taste/Jancis Robinson Wine tasting Workbook (2003)
- Jancis Robinsons Wine Course Two Volumes (2003)
- The World Atlas of Wine, 5th edition (2003)
- Jancis Robinson's Wine Course (2006)
- The Oxford Companion to Wine, 3rd edition (2006)
- How to Taste Wine (2008)
- The World Atlas of Wine, 6th edition (2008)
- The Concise World Atlas of Wine (2009)
- Wine Grapes: A Complete Guide to 1,368 Vine Varieties, including their Origins and Flavours (2012)
- American Wine: The Ultimate Companion to the Wines and Wineries of the United States (2013)
- World Atlas of Wine, 7th edition (2013)

### 日本語訳
- 『ワインの飲み方、選び方 ジャンシス・ロビンソンのワイン入門』島田精治 訳, 新潮社, 1998年
- 『ジャンシス・ロビンソンの世界一ブリリアントなワイン講座』（上・下）（集英社文庫）塚原正章 訳, 集英社, 1999年
- 『ジャンシス・ロビンソンのわたしのワイン人生』塚原正章 訳, 集英社, 2001年
- 『地図で見る世界のワイン』 山本博 日本語版監修, 産調出版, 2002年
- 『地図でみる図鑑 世界のワイン』山本博 日本語版監修, 産調出版, 2008年
- 『世界のワイン図鑑』山本博 日本語版監修, ガイアブックス, 2014年